# Хилма аф Клинт
Хилма аф Клинт (26 октомври 1862 г. Карлберг, Солна – 21 октомври 1944 г. Юршхолм) е шведска художничка, спиритистка, теософ и антропософ, една от първите представители на абстракционизма.

## Живот и творчество
Хилма аф Клинт е четвъртото от петте деца на флотския офицер Виктор аф Клинт и Матилда Зонтаг. През 1872 година семейството се премества в Стокхолм. След като получава средно образование, Хилма учи в Техническото училище (днес Училище по приложни изкуства), взема уроци по портретна живопис и в продължение на 5 години, до 1887, продължава обучението си в шведската Кралска академия на изкуствата. От края на 1880-те години до 1908 тя работи в собствено ателие в Стокхолм, на улица Хамнгатан 5. През този период нейното творчество е силно повлияно от експресионизма на Едвард Мунк. Художничката рисува пейзажи, портрети и сюжетни картини, провежда първите си изложби.
Още в детските си години Хилма аф Клинт проявява способности на спиритист-медиум. Между 1879 и 1882 тя редовно взема участие в спиритични сеанси на една християнски ориентирана окултна група. По-късно тя създава свой собствен спиритичен „женски кръг“, и от 1896 до 1902 год редовно записва получаваните от нея послания „от оня свят“. С Хилма и нейните съмишленички, според нейните сведения, контактували духовете Грегор, Клемент, Амалиел и Ананда, както и цяла група техни представители и помощници. През 1904 Хилма получава послание от Ананда, в което духът иска от нея да започне да създава картини „на астрално ниво“: те трябвало да изобразяват вечното и непроменливото, което се запазва в хората след тяхната смърт. Година по-късно духовете съобщили на художничката ново послание: „Ти трябва да провъзгласиш ново разбиране за живота и да станеш част от новото Царство на земята“ (според дневника на художничката). Възхитена от перспективата да стане избраница, Хилма променя целия си живот. От ноември 1906 до април 1908 г. тя рисува 111 платна, разделени на серии, според указанията на своите „духовни ръководители“. Нейните ярки, пъстри композиции са изпълнени с геометрични фигури, флорални и орнаментални мотиви. Открояват се отделни човешки фигури и букви.
След като през 1908 г. майка ѝ ослепява, Хилма затваря ателието си и се премества да живее при нея. През същата година тя се среща с основателя на антропософията Рудолф Щайнер, с чиито трудове вече е била запозната. Антропософските мотиви все повече проникват в нейното творчество, като постепенно изместват „духовете от отвъдното“.
Художничката продължава да рисува до дълбока старост, но повече не представя на изложби своите „окултни“ картини. Умира в автомобилна катастрофа на 82-годишна възраст през 1944 г. В нейното завещание е посочено, че творческото наследство на Хилма аф Клинт, наброяващо около 1000 произведения, може да бъде представено пред публика не по-рано от 20 години след смъртта на художничката. Поради това нейната първа ретроспективна изложба се състои чак през 1986 година. С наследството ѝ се разпорежда фондацията „Хилма аф Клинт“ в Стокхолм.

## Галерия
- Първичният хаос, nr 2, Group 1, 1906
- Десетте най-големи nr 3, Youth, Group 4, 1907
- Десетте най-големи nr 10, Old age, Group 4, 1907
- Олтар nr 1, Group 10, 1907
- Ключът към творбата е тук, nr 5, Group 3, 1907
- Седмолъча звезда, nr 14, Group 4, 1908
- Лебед nr 16, Group 9, 1915.
- Лебед nr 18, Group 9, 1915.
- Бележник, 2 – 11 юли 1919
- Гледната точка на Буда за земния живот, nr 3a, Series 11, 1920
- Пшеница и пелин, 1922.